# Amerika-Fibel für erwachsene Deutsche

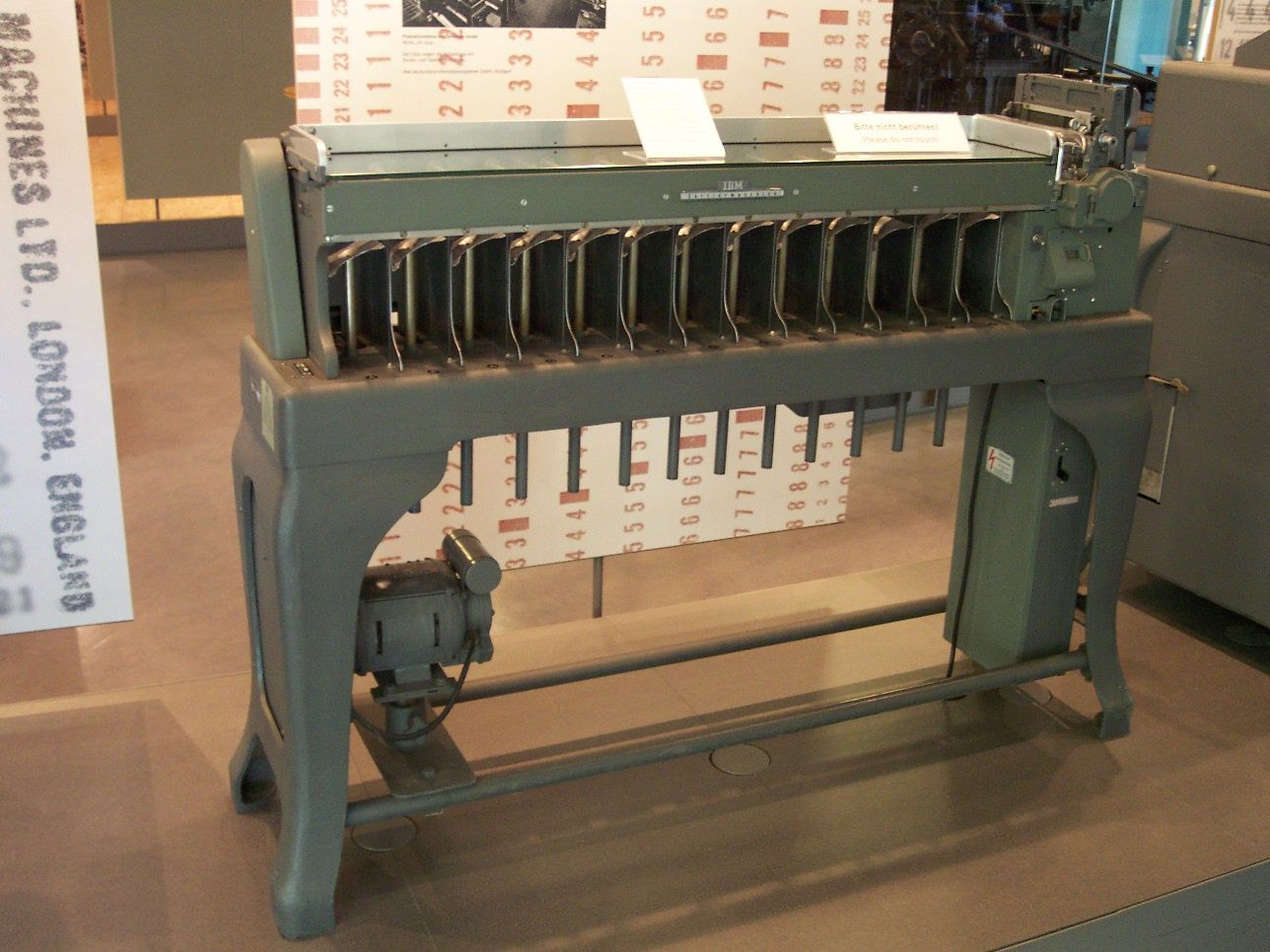
Lochkartenmaschine

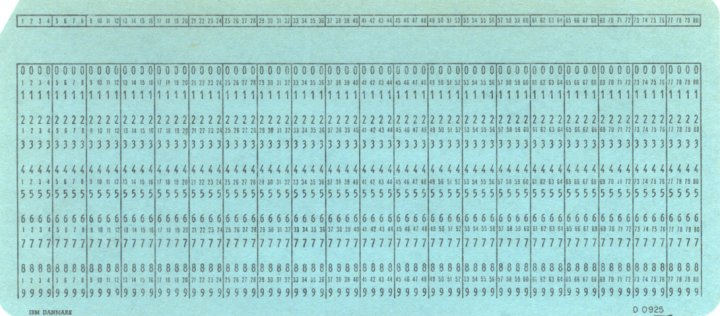
Lochkarte, ähnlich der im Buch abgebildeten

Die Amerika-Fibel für erwachsene Deutsche von Margret Boveri ist ein Sachbuch über die US-Amerikaner, das 1946 in Deutschland erschienen ist.
Das Buch erschien in zwei Verlagen in Berlin (britische Zone) und in Freiburg im Breisgau (französische Zone), sowie 1947 unter dem Titel „Amerikafibel“ in der Schweiz.
Das Buch erreichte in den 1940ern trotz Papierknappheit eine Auflage von 40.000 Exemplaren. Für das von Boveri behauptete Verbot in der amerikanischen Zone gibt es keine Belege.

## Inhalt
Boveri widmete das Buch ihrer amerikanischen Mutter Marcella Boveri.

### Vorwort
Boveri begründet, warum sie das vorliegende Buch geschrieben hat. Sie erklärt - mit leichtem Vorbehalt gegen den Begriff - die Amerikaner zu einer eigenen Rasse, die den Deutschen unverständlich sei. Sie geht auf die Gefahr für einen Zweistaatler, wie sie selbst es ist, ein, nämlich sich für eine der beiden Nationen zu entscheiden und der anderen gegenüber ungerecht zu sein (siehe hierzu auch die Analyse von Heike B. Görtemaker weiter unten in diesem Artikel).

### I. Das Volk der Auswanderer im Lande der Freiheit
Laut Boveri beginnt die Geschichte Amerikas mit den europäischen Einwanderern. Sie seien das einzige Volk der Emigranten, das sich von allen anderen Emigrationsbewegungen unterscheidet. Die Siedler mussten sich ihre Rechte nicht von einer bestehenden Obrigkeit erkämpfen, sondern es gab nur einen Stand. In Amerika stehe das Individuum vor der Gesellschaft und diese vor dem Staat. Amerika sei die „Zentrale einer geistigen Weltmission“. Das Land empfinde sich im Gegensatz zu Europa als geschichtslos. Lediglich die Post, nicht jedoch Eisenbahn, Elektrizität, Gas, Telefon, Flugwesen, Rundfunk, Schulen oder Universitäten, sei in Amerika ein Staatsbetrieb. In den Augen der Amerikaner sei es die Schuld der Deutschen, angesichts des Nazi-Regimes nicht ausgewandert zu sein, und der Nachweis, dass eine massenhafte Auswanderung gar nicht möglich gewesen sei, laufe „beim Amerikaner ins Leere.“

### II. Conform or starve. Oder: Die Umerziehung zum neuen Menschentyp
Boveri nimmt zwei eingewanderte Schreiner als Beispiel für die Anpassung an Amerika. Der eine ist auf seinem Gebiet durchaus tüchtig, findet sein Auskommen, kann aber dem Wunsch nach einem deutschen Hocker nicht nachkommen. Der andere hat sich nicht angepasst, ist ein hervorragender Handwerker, nagt aber am Hungertuch. Die Regel sei jedoch das Gelingen des Einschmelzungsprozesses in die amerikanische Gesellschaft. Ausgenommen von diesem Prozess seien nur Wohlhabende wie Wissenschaftler und Künstler, die gerade wegen ihrer Andersartigkeit eingestellt werden. Trotz der Ablehnung der Geschichte habe Amerika seine Traditionen, die auf den Puritanismus zurückgingen. Es müsse sich „die Minderheit dem Beschluß der Mehrheit fügen.“ Boveri führt als Beispiele die Prohibition und die Ablehnung des Darwinismus an.
Die amerikanische Vaterlandsliebe rühre aus der Überzeugung her, dass Amerika das „beste, größte, schönste und freieste aller Länder ist“. Die Überzeugung, dass der Eingewanderte dazugehöre, sei so stark, dass der frisch Eingewanderte zum Militärdienst herangezogen werde. So seien deutsche Einwanderer, die nun mit dem amerikanischen Militär nach Deutschland kommen, keine Deutschen mehr, sondern überzeugte Amerikaner. Für Boveri spiegelt sich der Unterschied zwischen Deutschen und Amerikanern im Unterschied zwischen dem kräftigen deutschen Brot und dem amerikanischen Weißbrot. Boveri schließt das Kapitel mit der Bemerkung, dass es falsch sei, sich über die Andersartigkeit der Amerikaner zu ärgern.

### III. Hollerith-Maschinen. Oder: Der Weg zum Fragebogen
Boveri stellt fest, dass im Laufe des Zivilisationsprozesses Fähigkeiten verloren gehen. Sie führt als Beispiel einen Techniker an: „Wenn er doch einmal in die Lage kommt, feststellen zu müssen, wieviel sieben mal zwölf ist, holt er aus der Tasche einen Rechenschieber. … die junge, die Auto-Generation habe das Laufen verlernt.“ In diesem Verhaltensänderungsprozess seien die Amerikaner viel weiter fortgeschritten. In Amerika würden auf 800 Webstühlen nur 14 Muster gewebt, in Frankreich auf 200 dagegen 81. Aber nicht nur Handarbeit hätten die Amerikaner mechanisiert, auch Kopfarbeit werde durch Rechenmaschinen automatisiert. So wie in der industriellen Produktion die Teile normiert würden, werde der Mensch auf übersehbare Einzelfaktoren aufgeteilt.
Bedeutend in diesem Projekt sei die Hollerithmaschine, die es zwar auch in deutschen Fabriken gebe, die in Amerika aber eine sehr viel größere Auswirkung habe. Eine weitere Einsatzmöglichkeit der Hollerithmaschine sei der „amerikanische Fragebogen“, den die Menschen im amerikanischen Sektor Deutschlands ausfüllen mussten. Er wird als Beispiel angeführt, dass eine Auslandsreise nach 1933 ganz verschiedene Motivationen haben kann, was durch den Fragebogen nicht erfasst werde. Aber in der Gesamtheit aller Fragen ergebe sich eine Bewertung der Belastung des Einzelnen. Der Fragebogen sei keine Tortur, die die Amerikaner für die Besiegten erfunden hätten, sondern in Amerika ein Gegenstand des Alltags.
Boveri geht ausführlich auf Multiple-Choice-Tests ein, die in Amerika in allen Lebensbereichen zum Einsatz kämen, und geht dann zu den Meinungsumfragen über, die ebenfalls große Bedeutung hätten. Mit ihrer Hilfe lenkten und standardisierten die Reklamefirmen den Käufergeschmack, so dass er nicht etwa auf die Idee kommt, „vierbeinige hölzerne Hocker“ zu brauchen.
Publicity Manager sagten ihren Klienten, welche Restaurants sie meiden und wann sie Blut spenden müssten. Talente wie die Schriftstellerei seien erlernbar. In Autorengemeinschaften seien die einzelnen Aspekte des Schreibens auf mehrere Personen verteilt. „Der eine bearbeitet die Fabel, der zweite ist Spezialist der Disposition, der dritte ist der brillante Dialogschreiber“. Das gleiche Verfahren komme bei Zeitschriften zum Einsatz, wobei hier die Mitarbeiter sogar anonym blieben.
Boveri legt ihren Lesern nahe, im Umgang mit Amerikanern nicht mehr als einen Gedanken in einen Satz zu packen. Sie schließt das Kapitel mit der Mahnung, die Fragebogen nicht abzulehnen, auch wenn sie nicht auf deutsche Verhältnisse passten.

### IV. Moral versteht sich nicht von selbst
Boveri will die Unterschiede in der Moral zwischen Deutschen und Amerikanern herausarbeiten; ob die Deutschen weniger moralisch seien, wage sie nicht zu entscheiden. In Deutschland sei das Schummeln und Abschreiben in Prüfungen völlig normal, in Amerika hingegen geächtet, da es als unfair gegenüber den Kommilitonen wie auch den Prüfern empfunden werde. Andererseits sei es in Amerika wiederum völlig normal, dass Korpsstudenten Diebstähle für ihre Verbindung begehen, während in Deutschland Studenten nur Akte des Vandalismus begehen, ohne sich dabei etwas anzueignen.
In der neuen Welt sei eine rigorose Moral nötig gewesen, da Gesetze fehlten und der weite Raum Platz ließ für Übergriffe. Die Proklamierung höchster Prinzipien hindere die Amerikaner gleichwohl nicht, private Interessen mit aller Rücksichtslosigkeit zu verfolgen.
Boveri kommt zu folgendem Ergebnis: „Dem Engländer wie dem Amerikaner steht die Gerechtigkeit an erster Stelle, dem Deutschen die Ordnung. Der Angelsachse ist bereit, um der Gerechtigkeit willen Trümmer, Unordnung, ja Chaos entstehen zu lassen; der Deutsche ist bereit, um der Ordnung willen Übeltäter ohne Strafe und Ungerechtigkeiten ohne sofortige Sühne ausgehen zu lassen.“

### V. Shake hands. Oder: Das Verhältnis von Mensch zu Mensch in der neuen Welt
Boveri hebt die Höflichkeit der Amerikaner hervor, die die wahren Gefühle verdecke. Die Amerikaner hätten die Fähigkeit, mit großer Leichtigkeit Kontakte zu knüpfen, diese blieben aber zumeist unverbindlich. Sie lebten „ohne Zaun bei offenen Türen“ und hätten daher andere Grenzpfähle: Persönliche Fragen seien lästige Neugierde. Es sei üblich, jederzeit zu lächeln.

### VI. »Push«und »Drive«. Oder: Das Verhältnis der Amerikaner zum Ding
Während die Deutschen alles aufhöben, sei es in Amerika selbstverständlich, auch nur mäßig abgenutzte Gegenstände wegzuwerfen. Dies geschehe in der Gewissheit, dass alles ersetzt werden könne, Nachschub immer sicher sei. Auch der Farmer – der kein Bauer sei – nutze den Boden aus und ziehe dann weiter.
Die Amerikaner übten einen Beruf nicht aus Liebe zu diesem aus, sondern nur zum Broterwerb und wechselten ihn häufig. Sie seien stets auf das Neue aus.
Boveri schildert die Reaktion der Amerikanerinnen auf die kriegsbedingte Knappheit von Seidenstrümpfen: „Die Durchschnittsamerikanerin aber zog vor, auf das Stopfen der Seidenen zu verzichten und sich mit den vielen gemusterten »Neuheiten« aus Baumwolle, Kunstseide und Nylon (gesponnenes Glas) zu beschäftigen.“
Im Weiteren geht Boveri auf amerikanische Wortschöpfungen ein, die mit der Mode kommen und gehen, um dann zur Prozessfreude der Amerikaner, was Beleidigungen (englisch libel) angeht, überzugehen.
Zum Ausklang des Buches zitiert Boveri Rainer Maria Rilke und Oswald Spengler.

### Neuausgabe des Buchs
2006 ist eine neue Ausgabe des Buchs im Landt Verlag erschienen. Diese enthält zusätzlich eine Rezension von Theodor Heuss aus dem Jahr 1946 und eine Analyse das Buchs von Heike B. Görtemaker. Eingefügt wurden 18 Fotografien mit Beschreibungen, die Boveri 1941 in Amerika aufgenommen hat. Auch wurde das Personenregister der Originalausgabe erweitert.

## Kritik

### Rezension von Theodor Heuss
Theodor Heuss, der spätere Bundespräsident, verfasste eine durchweg positive Rezension der Amerikafibel. Er schließt sich der Argumentation Boveris an, dass eine Massenauswanderung unmöglich gewesen wäre, und geht auch auf die Fragebogen ein.

### Amerikanische Reaktionen
In der von der amerikanischen Militärregierung herausgegebenen Zeitschrift Heute. Eine Illustrierte Zeitschrift erschien am 1. Mai 1947 eine Rezension der Amerikafibel. Der Tenor war positiv, die Fibel mache die Besonderheiten der Amerikaner verständlich.
M. A. Fitzsimons hingegen schrieb, die Fibel sei ein Beitrag zum gegenseitigen Missverständnis. Boveri sei bemerkenswert blind, stelle die Amerikaner als traditionslos dar, erwähne nicht, dass Amerika eine Demokratie sei.
Die Fibel, und nicht Boveris Arbeit während der Zeit des Nationalsozialismus, führte dazu, dass sie kein Amerikavisum erhielt, um ihre sterbende Mutter zu besuchen.

### Analyse von Heike B. Görtemaker
Heike B. Görtemaker sieht die Fibel in einer Kontinuität zu Boveris Arbeit während des Dritten Reiches. Boveri sei von Amerika zutiefst enttäuscht. „[Sie] empfand es als unerhört, daß ihr [in Amerika] als offiziell akkreditierter Korrespondentin und damit als Repräsentantin des »Dritten Reiches« versteckte oder offene Ablehnung entgegenschlug.“ Andererseits lehnte sie es ab, im Frankfurter Societäts Verlag zu veröffentlichen, der Bücher herausbringe, „mit denen in einer Reihe zu stehen kein verlockender Gedanke“ sei.
Über die nach dem Krieg erschienene Amerikafibel schreibt Görtemaker:

„Provozierend drehte Boveri darin den Spieß um: Ihr ging es nicht um die Deutschen und deren Verbrechen während der NS-Diktatur, sondern um das Verhalten der amerikanischen Besatzungsmacht. … Kein Wort über die Gründe, die zum Zusammenbruch und zur Besatzung Deutschlands geführt hatten, keine Zeile über die Frage, weshalb Millionen von Deutschen Hitler gewählt hatten und seiner Kriegs- und Rassenideologie willentlich gefolgt waren — Hitler und der Zweite Weltkrieg kamen in ihrem Buch nicht vor.“

Görtemaker empfindet Boveris Behauptungen zur Überlegenheit europäischer Philosophie und Geschichte angesichts des Krieges als anmaßend. Insgesamt sei die Fibel von Antiamerikanismus geprägt.